# Air Kelik
Air Kelik is een bestuurslaag in het regentschap Belitung Timur van de provincie Bangka-Belitung, Indonesië. Air Kelik telt 1861 inwoners (volkstelling 2010).